# Oxford Junction
Oxford Junction és una població dels Estats Units a l'estat d'Iowa. Segons el cens del 2000 tenia 573 habitants.

## Demografia
Segons el cens del 2000, Oxford Junction tenia 573 habitants, 236 habitatges, i 151 famílies. La densitat de població era de 316,1 habitants/km².
Dels 236 habitatges en un 33,5% hi vivien nens de menys de 18 anys, en un 50,4% hi vivien parelles casades, en un 7,6% dones solteres, i en un 36% no eren unitats familiars. En el 32,6% dels habitatges hi vivien persones soles el 22,9% de les quals corresponia a persones de 65 anys o més que vivien soles. El nombre mitjà de persones vivint en cada habitatge era de 2,43 i el nombre mitjà de persones que vivien en cada família era de 3,09.
Per edats la població es repartia de la següent manera: un 27,2% tenia menys de 18 anys, un 8% entre 18 i 24, un 24,1% entre 25 i 44, un 19,7% de 45 a 60 i un 20,9% 65 anys o més.
L'edat mediana era de 39 anys. Per cada 100 dones de 18 o més anys hi havia 84,5 homes.
La renda mediana per habitatge era de 30.417 $ i la renda mediana per família de 35.625 $. Els homes tenien una renda mediana de 26.875 $ mentre que les dones 17.333 $. La renda per capita de la població era de 13.805 $. Entorn del 18,5% de les famílies i el 18,9% de la població estaven per davall del llindar de pobresa.

## Poblacions més properes
El següent diagrama mostra les poblacions més properes.